# Sete Barras
Sete Barras est une municipalité de l'État de São Paulo au Brésil.
Sa population était estimée à 13 006 habitants en 2010. Elle s'étend sur 1 052,106 km2.
Elle est située dans la Microrégion de Registro dans la Mésorégion Littoral sud de l'État de São Paulo.